# TM-XML
De Trade Mark Extensible Markup Language is een open XML-standaard voor de merkenwereld en de uitwisseling van informatie over merken tussen de diensten voor de industriële eigendom en zijn partners of gebruikers.

## Achtergrond
TM-XML werd gedefinieerd door een werkgroep die in juni 2003 door het Harmonisatiebureau voor de Interne Markt werd opgericht.
Acht ontwerp-versies werden gepubliceerd voor commentaar: ontwerp-versies 0.1 tot en met 0.7 en 1.0, voordat de definitieve versie 1.0 op 26 mei 2006 werd gepubliceerd.
De definitieve TM-XML versie 1.0 is voorgesteld als basis voor de creatie van een WIPO-standaard genaamd ST.66 die door de Standing Committee on Information Technologies / Standards and Documentation Working Group (SCIT/SDWG) tijdens zijn 8ste zitting op 19-22 maart 2007 in Genève is goedgekeurd.

## Doelstellingen
Het oorspronkelijke doel was het definiëren van een XML-standaard voor de uitwisseling van informatie over merken. Tijdens het ontwerpen van de specificaties en na het opstellen van WIPO-standaard ST.66 zijn de volgende doelstellingen toegevoegd:
- vaststellen van XML-standaarden voor merkenbureaus en andere diensten op dit gebied;
- voorstellen van bruikbare oplossingen als basis voor de opstelling van WIPO-standaarden;
- definiëren van standaarden voor merkenwebservices;
- leveren van voorbeelden van toepassingen en tools;
- delen van ervaringen, praktijken en kennis;
- bevorderen van samenwerking en harmonisatie van merkeninformatie en kennisrepresentaties;
- nieuw voorbereiden van de evoluerende database over merkennamen